# Jakub Kubicki

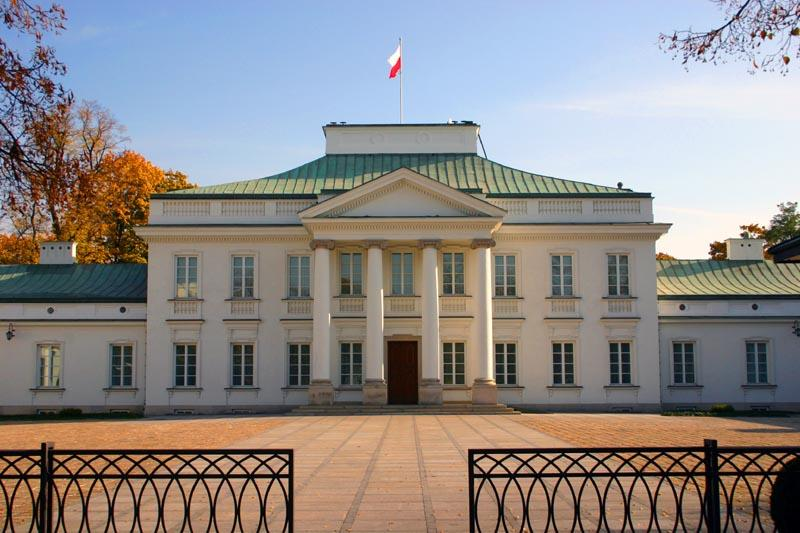
El Palacio Belvedere en Varsovia, que fue reconstruido por Kubicki

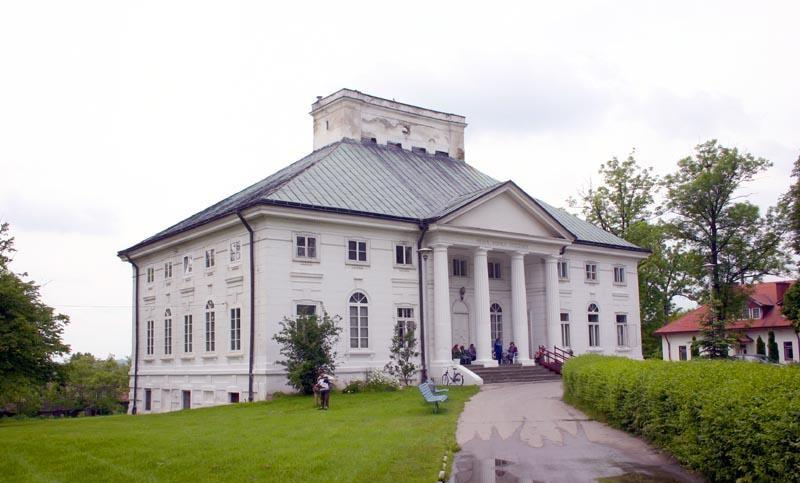
El Palacio de Badenich en Bejsce

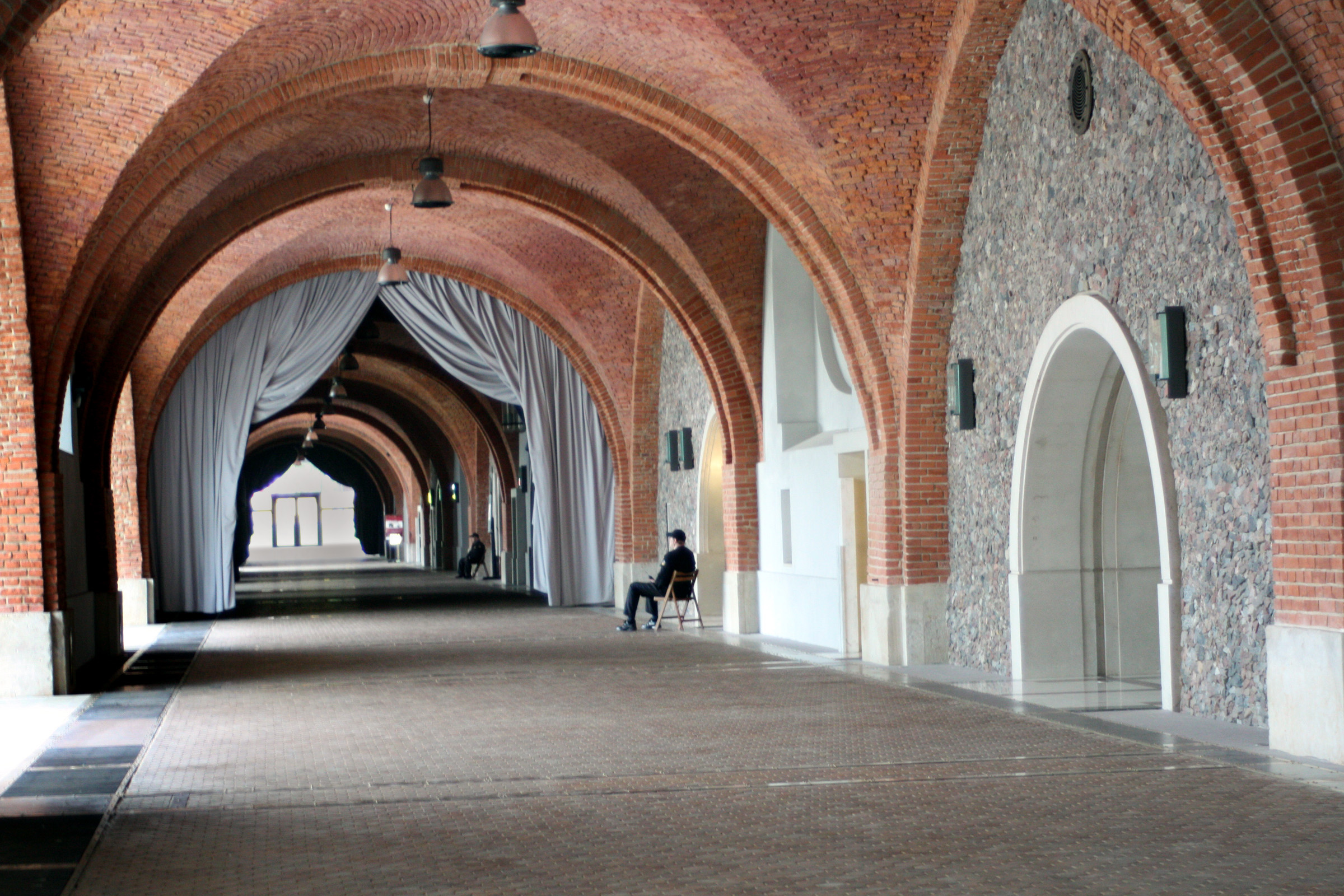
Las arcadas de Kubicki en el Castillo Real de Varsovia

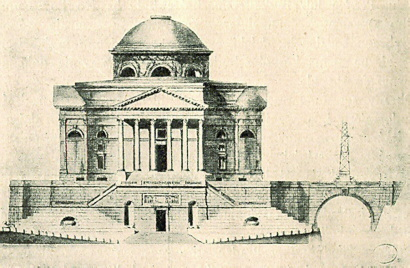
Diseño para el Templo de la Divina Providencia en Varsovia (1792)

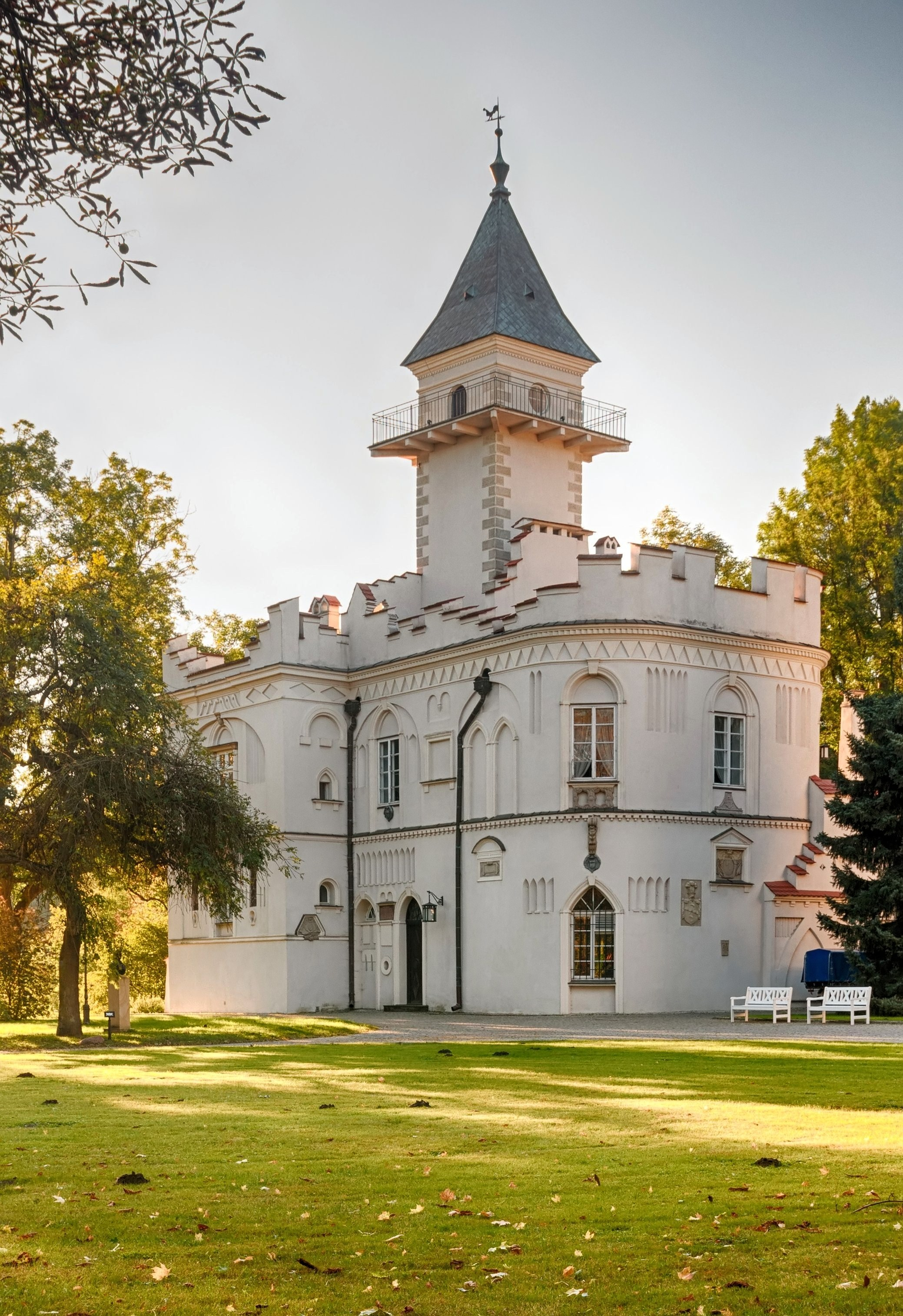
El castillo de Radziejowice

Jakub Kubicki (1758–1833) fue un renombrado arquitecto y diseñador clasicista polaco .

## Biografía
Nacido en Varsovia en 1758, en el seno de una familia burguesa, Jakub Kubicki se graduó en el Colegio de los Jesuitas, al mismo tiempo que recibía lecciones de Domenico Merlini. En 1777, fue contratado por el arquitecto Szymon Bogumił Zug para ayudar en la construcción de la iglesia de la Santísima Trinidad de Varsovia.
En 1783 fue a estudiar a Italia como becario del reyEstanislao II Poniatowski (con su hermano), de donde regresó en 1786. A su regreso trabajó como arquitecto y fue el arquitecto personal del rey.
Alrededor de 1783, se casó y tuvo tres hijos: Helenę (n. 1784), Józefę (1787–1812) e Izabelę (nacida en 1791).
En 1791, en reconocimiento a sus servicios, fue nombrado caballero y recibió la Columna Alada. Como la posesión de una finca era un símbolo de pertenencia a la nobleza, durante muchos años tuvo una finca en Wilków. En la época del levantamiento de Kościuszko, fue juez del Tribunal Penal del Ducado de Mazovia.
Tras la caída del Reino de Polonia, fue funcionario con el cargo de Jefe de la Corona en el Edificio del Intendente. Jakub Kubicki también perteneció a la logia masónica Templo de Isis, de la que fue miembro honorario de 1811 a 1812. Fue miembro de la logia masónica Dawn Rising en 1818.
Murió el 13 de junio de 1833, en Wilkow.
Fue condecorado con la Orden de San Estanislao de 2.ª clase, concedida por del emperador Alejandro I de Rusia.

## Obra arquitectónica
Fue el diseñador de numerosos palacios. Como arquitecto en Varsovia después de 1807, se convirtió en un mediador entre el clasicismo puro del siglo XVIII y el estilo imperio. Las obras de Kubicki se caracterizan por el uso de elementos de diseño típicos, como las columnas de los pórticos. Representó la fase de madurez del neoclasicismo con influencias palladianas y fue el diseñador del típico palacio señorial polaco.
Además de proyectos como palacios de Bejsce, Białaczów, Młochów, Nadzów, Pławowice, Radziejowice, Ropczyce, Sowiniec, Sterdyń, fue el diseñador de muchos edificios dentro y fuera de Varsovia. Diseñó iglesias en Mokobody y Radziejowice, así como el ayuntamiento en Łęczyca y la Fábrica de Armas en Kozienice.

## Obras importantes
- Un palacio para Marcin Badeni en Bejsce (1802)
- El palacio de Pławowice (1804-1805)
- Reconstrucción del Liceo Krzemieniec (1805)
- Iglesia de St Klemens en Nadarzyn (1806)
- Casas de peaje de Varsovia de 1816 a 1818 en: Mokotów, Grochów, Marymonckie, Wolska, Jerozolimski, Golędzinowski, Powązkowski y Belweder
- Iglesia de la Santísima Trinidad en Podwale en Varsovia (desde 1818)
- Plaza del castillo en Varsovia (1818-1821)
- Las arcadas de Kubicki en el Castillo Real de Varsovia (1819-1821)
- Un diseño no realizado para el Templo de la Divina Providencia en Varsovia
- La iglesia de St. Jadwiga en Mokobody (una versión más pequeña de su diseño no realizado del Templo de la Divina Providencia)
- La puerta egipcia en el castillo de Ternópol
- Palacio en Białaczów (alrededor de 1797)
- Reconstrucción del castillo de Radziejowice en palacio y parque de Radziejowice
- El ayuntamiento de Płock (1827)
- Las casas de peaje de Płock (1816-1818, 1825): Varsovia, Dobrzynski y Płońsk.
- El palacio en Ładyhy
- El palacio en Samczyki: diseño y decoración del techo en una sala de estar circular
- El arco triunfal en la Plaza de las Tres Cruces en Varsovia (1809, 1815)

### Edificios en el parque Łazienki de Varsovia
- El Palacio Belweder (la reconstrucción en 1818-1822)
- El Templo de Sybill (Świątynia Sybilli) (alrededor de 1820)
- El salón dentro del palacio de Belweder (1823-1824)
- Los establos de Kubicki (Stajnia Kubickiego) (1825-1826)
- La nueva caseta de vigilancia (Nowa Kordegarda) (1830).

### Objetos de diseño incierto
- Los templos egipcios (Świątynia Egipska) en el parque Łazienki (1819–1822)
- La casa de los inválidos (cuarteles cantonistas - Koszary Kantonistów) en el parque Łazienki (1826-1829)
- El complejo del palacio en Farmstead Sielce (Folwark Sielce) - anteriormente parte del Parque Łazienki (alrededor de 1820 o antes)